# Publishers Weekly
Publishers Weekly, también conocida como PW, es una conocida revista estadounidense semanal de noticias sobre comercio dirigida a editores, bibliotecarios, libreros y agentes literarios. Publicada de forma continua desde 1872, se ha ganado el lema de ser La Revista de Actualidad Internacional de la publicación y venta de libros. Con 51 números al año, está especializada en las reseñas de libros.
El título inicial de la revista era Publishers' Weekly, un catálogo colectivo para poner los recursos al alcance de los propios editores. Estas listas de libros permitieron a estos últimos enterarse de las próximas publicaciones, y la revista incluso llegó a incorporar artículos y otros contenidos.